# أليساندرا لوكاتيلي
أليساندرا لوكاتيلي (من مواليد 24 سبتمبر 1976) سياسية إيطالية. كعضو في رابطة الشمال شغلت منصب وزيرة الأسرة والإعاقة من 10 يوليو إلى 5 سبتمبر 2019.

## السيرة الشخصية
تخرجت أليساندرا لوكاتيلي في علم الاجتماع في جامعة ميلانو بيكوكا. هي معلمة متخصصة في رعاية الأشخاص ذوي الإعاقات العقلية. في مارس 2016 أصبحت سكرتيرة مدينة رابطة الشمال في كومو. في الانتخابات المحلية لعام 2017 تم انتخابها لعضوية مجلس مدينة كومو ثم عينها العمدة ماريو لاندريسينا نائبة لرئيس البلدية والمقيم.
في عام 2018 تم انتخابها لعضوية مجلس النواب في دائرة لومباردي الثانية. في 10 يوليو 2019 تم تعيينها كوزيرة جديدة للأسرة والإعاقات في حكومة كونتي، لتحل محل لورنزو فونتانا وأقسمت في نفس اليوم.